# Élections générales britanniques de 1837
Les élections générales britanniques de 1837 se sont déroulées du 24 juillet au 18 août 1837. Ces élections sont remportées par le Parti whig.

## Résultats
| Parti | Parti              | Candidats | Candidats | Candidats     | Candidats | Votes   | Votes  | Votes         |
| Parti | Parti              | Présentés | Élus      | +/-           | %         | Nombre  | %      | +/-           |
| ----- | ------------------ | --------- | --------- | ------------- | --------- | ------- | ------ | ------------- |
|       | Parti whig         | 510       | 344       | 41            | 52,3      | 418 331 | 52,4   | 4,8           |
|       | Parti conservateur | 484       | 314       | 41            | 47,7      | 379 694 | 47,6   | 4,8           |
| Total | Total              | 994       | 658       | en stagnation | 100,0     | 798 025 | 100,00 | en stagnation |